# Wild Blue Yonder
Wild Blue Yonder (La salvaje lejanía azul) es el segundo de los especiales del 60° aniversario de 2023 del programa de televisión británico de ciencia ficción Doctor Who. Se transmitió por primera vez en BBC One el 2 de diciembre de 2023, fue escrito por Russell T Davies y dirigido por Tom Kingsley. David Tennant interpreta al Decimocuarto Doctor, junto a Catherine Tate como Donna Noble y Bernard Cribbins como estrella invitada póstuma en su rol como Wilfred Mott. El episodio está dedicado a la memoria de Cribbins, fallecido en julio de 2022.
Ambientado directamente después de los eventos de The Star Beast, el episodio se centra en el Doctor y Donna quienes, luego de ser abandonados por la TARDIS en una nave espacial desierta en el borde del universo, se encuentran con un par de extraños y sádicos duplicados de ellos mismos que cambian de forma. El episodio fue visto por 7,14 millones de espectadores y recibió críticas positivas de los críticos, que elogiaron las actuaciones y los efectos visuales.

## Trama
La TARDIS, que está con graves desperfectos, arrastra al Doctor y a Donna a través del espacio y el tiempo sin control, aterrizando brevemente en 1666, donde se encuentran con Isaac Newton, lo que accidentalmente hace que la palabra "gravedad" sea reemplazada por "mavedad". La TARDIS finalmente aterriza en una nave espacial abandonada, expulsando al Doctor y a Donna y arrojando llamas con la melodía de «Wild Blue Yonder» antes de apagarse. Para arreglar la TARDIS, el Doctor deja su destornillador sónico en el ojo de la cerradura, solo para que ambos desaparezcan repentinamente después de que los protagonistas abandonan la zona para investigar la nave. Donna entra en pánico porque aparentemente están varados, pero el Doctor la tranquiliza, explicándole que la reparación automática de la TARDIS había vuelto a habilitar el Sistema de Desplazamiento de Acción Hostil, lo que hace que la nave se desmaterialice en circunstancias peligrosas y regrese una vez que el peligro ha disminuido.
El Doctor y Donna investigan la nave espacial y descubren que están en el borde del universo. No hay estrellas ni signos de vida, y lo único móvil es un robot al que el Doctor apoda "Jimbo" que camina lentamente por el pasillo de la nave. De vez en cuando, una voz declara varias palabras sin sentido, lo que hace que se reconfigure el diseño del barco. Se separan y se ponen a trabajar para intentar poner la nave en funcionamiento, pero se encuentran con extraños dobles de sí mismos que carecen del concepto de tamaño y forma y constantemente se distorsionan y transforman en versiones animales de sí mismos, autodenominados "No-Cosas". El Doctor y Donna apenas escapan de las versiones gigantes de las No-Cosas, deduciendo que sus dobles también han comenzado a asimilar sus recuerdos y formas de pensar.
Después de ser separados el uno del otro por las constantes reconfiguraciones de la nave, el Doctor y Donna se encuentran en diferentes partes de la nave, incapaces de saber si el otro es una No-Cosa. Donna burla al No-Doctor y lo obliga a revelarse, pero la No-Donna engaña al Doctor después de afirmar que sabía sobre el Niño Atemporal y el Flujo a través de la metacrisis. Finalmente, los cuatro se reencuentran y el verdadero Doctor y Donna pueden identificarse con éxito. El Doctor usa la superstición para engañar a los No-Cosas, trazando una línea de sal y diciéndoles que deben permanecer detrás de ella. Revelan que provienen de la oscuridad más allá del borde del universo, que buscan escapar de ella y causar caos. Rompen la línea de sal y persiguen a la pareja nuevamente. El Doctor se da cuenta de que los dobles los están asustando deliberadamente para asimilar mejor su forma de pensar. Siguiendo esta línea de lógica, el Doctor se da cuenta de que el capitán del barco, ahora muerto, también lo sabía y puso en marcha una serie de acontecimientos tan lentos que los No-Cosas serían incapaces de entenderlo.
El No-Doctor, ahora casi completamente en línea con la forma de pensar del Doctor real, deduce que las frases anunciadas eran una cuenta regresiva (traducidas como palabras sin sentido ya que la TARDIS no está cerca para traducirlas) y que Jimbo caminaba lentamente para destruirlos. Los No-Cosas corren para detener la cuenta regresiva mientras el Doctor la acelera. La TARDIS regresa, una vez más con la melodía de 'Wild Blue Yonder' justo antes de que estalle la bomba, y el Doctor entra. Casi toma a la Not-Donna, pero la expulsa después de notar que su muñeca es demasiado gruesa y rescata a la verdadera Donna justo cuando el barco explota, matando a ambas No-Cosas. El Doctor y Donna caen al suelo, traumatizados.
Más tarde, el Doctor lamenta haber invocado una superstición en el borde del universo, sintiendo que desencadenó algo. Le pregunta a Donna si realmente recuerda algo de la metacrisis, pero ella dice que no. La pareja regresa a Camden Market y son recibidos por Wilfred Mott, quien está encantado de verlos a ambos, pero alude a que un nuevo peligro acecha en la actualidad. De repente, comienza espontáneamente un disturbio a su alrededor, y un avión se estrella a metros de la TARDIS.

## Producción

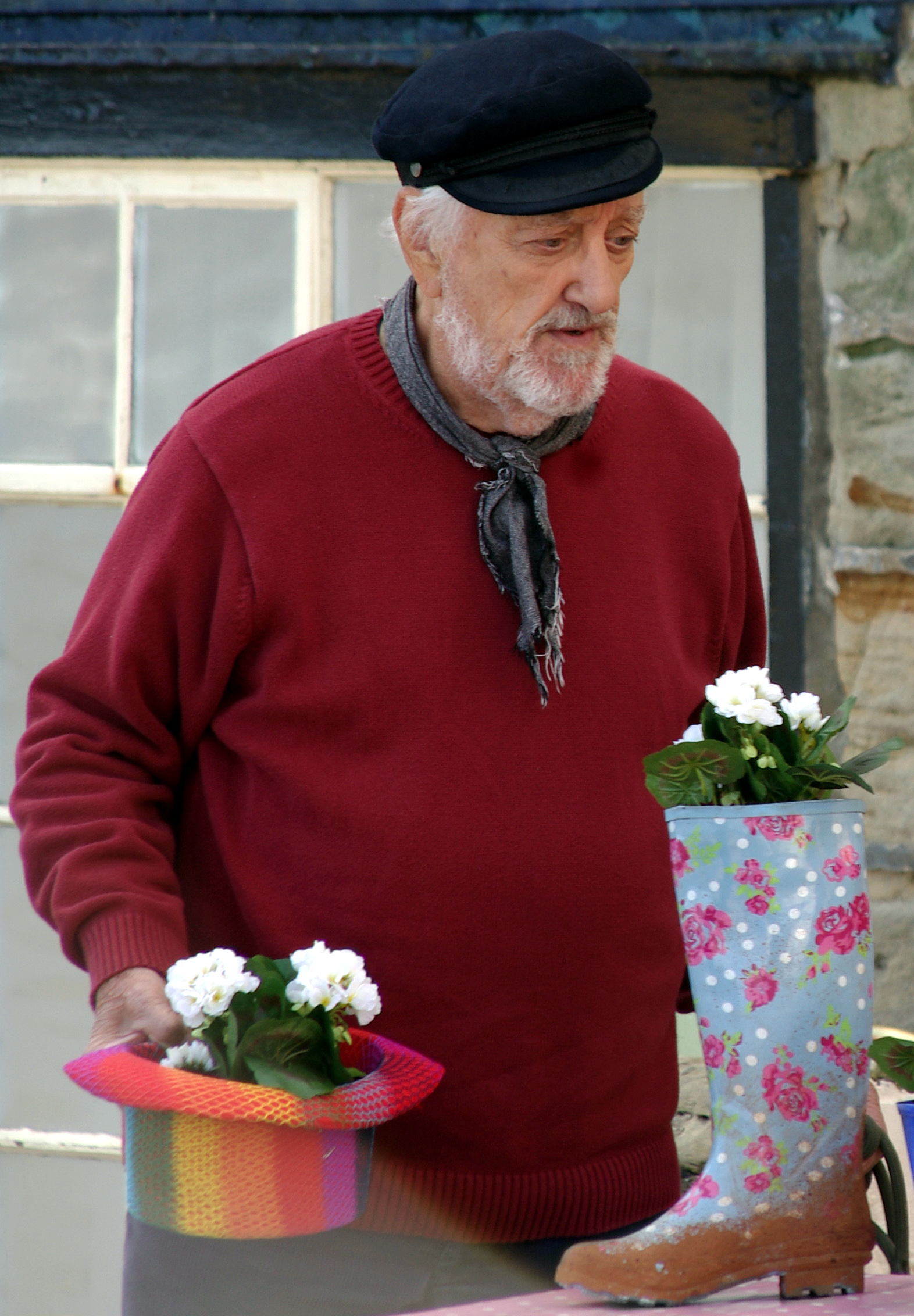
El episodio presenta la última actuación en vida del actor Bernard Cribbins, quien interpretó a Wilfred Mott en la conclusión del episodio.
Fotografía de 2012.

David Tennant y Catherine Tate regresaron a la serie como parte de los especiales del 60° aniversario. Tennant interpreta al Decimocuarto Doctor, mientras que Tate retoma su papel de Donna Noble. El episodio marcó la aparición final de Bernard Cribbins como Wilfred Mott, quien murió en julio de 2022, poco después de completar la filmación del episodio, el cual está dedicado a la memoria de este último.  Además, Nathaniel Curtis interpreta a Isaac Newton. Tom Kingsley dirigió el episodio.
En entrevistas, tanto Tennant como Russell T Davies dijeron que se había escrito más para el Wilfred de Cribbins, pero su aparición en el episodio fue todo lo que pudo filmar, ya que se enfermó demasiado para continuar y murió poco después.
Los detalles de la trama y el reparto que rodean el episodio se mantuvieron deliberadamente vagos en la preparación del episodio, con Davies afirmando que esta elección se debía a la premisa sencilla del episodio, mencionado que de los especiales era "el más simple de todos." Este secreto llevó a algunas especulaciones entre los fanáticos de que el episodio incluiría cameos importantes de Doctores anteriores, algo que no fue el caso.

## Transmisión y recepción

### Emisión
Wild Blue Yonder se emitió el 2 de diciembre de 2023 como el segundo de los tres especiales de 2023, filmados con motivo del 60° aniversario de Doctor Who.

### Calificaciones
Wild Blue Yonder fue visto por 4,83 millones de espectadores durante la noche y obtuvo un índice de apreciación de 83. Fue el tercer programa más visto de la noche.  Los ratings consolidados dieron una cifra de 7,14 millones de espectadores, ubicando el episodio como el noveno programa más visto de la semana, superado sólo por los episodios de esa semana de I'm a Celebrity...Get Me Out of Here! y Strictly Come Dancing0.

### Recepción crítica
El especial recibió críticas positivas. En Rotten Tomatoes, un sitio web de recopilación de reseñas, el 100% de 13 críticos dieron a Wild Blue Yonder una reseña positiva. El consenso del sitio dice:

Wild Blue Yonder se vuelve realmente extraño con la fórmula y, sin embargo, da en el blanco como el clásico Doctor Who con la atención sincera que presta a los personajes".

Martin Belam de The Guardian calificó el especial con un 4/5, describió la actuación como "impecable" y elogió aún más los efectos visuales.